# 於敖
敖（1490年—？），字伯度，號疊川，陝西岷州衛軍籍，直隸鳳陽府亳州人，明朝政治人物。

## 生平
出身岷州城南中堡村。正德十一年（1516年）丙子科陝西鄉試第二十三名舉人，十六年（1521年）中式辛巳科會試第二百六十六名，二甲第九十四名進士。授戶部浙江司主事，升郎中，總理宣大糧儲，嘉靖七年（1528年）升山西大同府知府，升山西布政使司左參政、分巡冀南，二十二年（1543年）正月升湖廣按察使，六月以事謫河南布政使司左參議，二十四年（1545年）閏正月升四川布政使司右參政，三月升河南按察使，五月升山東右布政使，十一月任都察院右僉都御史、巡撫遼東，二十六年（1547年）十月因掩敗稱功，令回籍聽勘。
嘉靖三十年（1551年）三月以原職經略易州地方、提督紫荊等關，十一月升右副都御史，駐守昌平州，三十一年（1552年）三月改任大同巡撫，五月兵科給事中徐公遴彈劾其哀病曠職，被禠職冠帶閑住。

## 家族
曾祖於全；祖父於居仁；父於錦，母王氏。具慶下。弟於徹、於教、於徽。

## 墓葬
於敖墓在今秦许乡上阿阳村半山平台上。1970年代平整土地过程中平毁，出土於敖继室赵氏墓志及汉代铜樽等。